# نظامی قونوی
نظامی قونوی یا نظامی قونیه‌ای (مرگ بین سال‌های ۱۴۶۹ تا ۱۴۷۳ میلادی) که به نظامی قَرَمانی و قارامانلی نیز مشهور است، شاعری بود که به زبان‌های فارسی، عربی و ترکی شعر می‌سرود. اطلاعات اندکی دربارهٔ زندگی‌نامه او وجود دارد. او در زمان خاندان قَرَمانی، احتمالاً بین ۱۴۳۵ تا ۱۴۴۰ میلادی به دنیا آمد و پسر ملا ولی‌الدین، واعظ و شیخ مذهبی مشهور شهر قونیه بود. پس از گذرانیدن تحصیلات پایه، پدرش او را به ایران فرستاد تا تحصیلات تکمیلی را بگذراند. آنجا او زبان فارسی را به موازات استداد شعرگویی و ادبیات را فرا گرفت. پس از تکمیل تحصیلاتش، او به قونیه برگشت. مدتی نه چندان بعد، سلطان محمد دوم عثمانی (حکمرانی ۱۴۵۱–۱۴۸۱ م) بر قملرو قرمانی‌ها مسلط شد و به حکومت قرمانی (۱۴۶۸–۱۶۷۴) پایان داد.

## آثار
تنها اثر باقی مانده از نظامی قونوی، دیوان اشعارش است.
نظامی قونوی در کنار زبان ترکی (به عنوان زبان مادری‌اش)، در هر دو زبان فارسی و عربی به خوبی شعر می‌سرود. دیوان او علاوه بر اشعار ترکی، شامل شصت غزل و تعدادی دوبیتی (رباعی) در زبان فارسی و برخی دوبیتی به زبان عربی است.

## دیوان تُرکی نظامی قونوی و جعل و انتساب آن بهنظامی گنجوی
در سال ۱۳۸۱ انتشارات «اندیشه نو» کتابی با عنوان «دیوان نظامی گنجوی؛ تورکجه یئنی تاپیلان» (دیوان نویافته ترکی نظامی گنجوی) را منتشر کرد. این کتاب که بر روی آن عنوان غیر علمی و ناشیانه «برای اولین بار در دنیا» درج شده بود، و مصحح کتاب مدعی شده بود که توسط فردی به نام «صدیار وظیفه، ائل اوغلی» اهل جمهوری آذربایجان کشف شده بود. به باور پژوهشگران مصحح کتاب «محمدزاده صدیق» هیچ دلیل قاطعی بر اصالت کتاب نداشته است. بلکه مصحح کتاب به ابیاتی از اشعار فارسی نظامی گنجوی اشاره کرده و آن را دال بر وجود دیوان اشعار ترکی نظامی گنجوی قلمداد نموده ولی به باور پژوهشگران این ابیات هیچ اشاره ای به وجود دیوان اشعار ترکی برای نظامی گنجوی ندارند:
| غزل‌های نظامی را غزالان |  | زده بر زخم‌های چنگ نالان |

یا:
| روزی به مبارکی و شادی |  | ابروی هلالی ام گشاده |

| بودم به نشاط کیقبادی |  | دیوان نظامی ام نهاده |

پس از انتشار این دیوان که موجب حیرت جامعه ادبی ایران و انتقاد از اقدام سؤال برانگیز وزارت ارشاد، در اعطای مجوز نشر به این قبیل آثار، پیش از اثبات درستی یا نادرستی موازین علمی آنها گردید، موج اعتراض‌ها در داخل ایران و حتی انتقاد برخی از پژوهشگران بی‌طرف در جمهوری آذربایجان به راه افتاد. در این ارتباط یحیی شیدا که در احیای آثار زبان ترکی آذربایجانی مسبوق به سابقه فراوانی است، چاپ و انتشار این کتاب را دستاورد جعل «ائل اوغلو» و «محمدزاده صدیق» دانسته و اصل این دیوان را متعلق به یک شاعر تُرک زبان موسوم به نظامی قارامانلی از سخن سرایان سده هشتم و اوایل سده نهم هجری در آسیای صغیر دانسته است. جالب آنکه ویراستار اثر یعنی «محمدزاده صدیق» در مقدمه همین کتاب چاپ شده در ایران، نام نظامی قارامانلی را نیز قید کرده و اظهار داشته که بخشی از دیوان سروده‌های نظامی قارامانلی بوده، در حالی که بر روی جلد اثر و پیشگفتارِ محمدزاده صدیق، سخن از «دیوان ترکی نظامی گنجه‌ای» رفته است. پژوهشگران تصدیق نموده‌اند که این دیوان متعلق به شاعری از قونیه ترکیه امروزی به نام نظامی قارامانلی ملقب به قونوی است که در حدود ۱۴۳۵ تا ۱۴۴۰ میلادی در قونیه به دنیا آمده است. وی فرزند واعظی شهیر به نام «ملا ولی‌الدین» می‌باشد. نظامی قونیوی در حدود سال ۱۴۶۹ تا ۱۴۷۳ بدرود زندگی گفته و به سه زبان فارسی، عربی و ترکی شعر سروده است. ذکر این نکته جالب است که بدانیم دیوان ترکی نظامی نظامی قونوی در سال ۱۹۵۸ میلادی (۱۳۳۷ خورشیدی) یعنی حدود چهل سال پیش از «دیوان سازی» عناصر پانترکیسم، توسط «هانوک ایپکتن» در ترکیه و از سوی انتشارات دانشگاه استانبول منتشر شده و معرفی جامعی در خصوص این دیوان ترکی در شماره سیزدهم نشریه «تورکیه» این دانشگاه صورت گرفته است. همین استاد دانشگاه استانبول، در سال ۱۹۷۴ (۱۳۵۳ خورشیدی) کتاب دیگری در شرح احوال و آثار نظامی قونیوی نوشته و در آنکارا منتشر کرده است. وی در این کتاب از وجود شش نسخه خطی برای دیوان ترکی نظامی قونیوی خبر داده که ششمین نسخه در «دارالکتاب قاهره» مصر نگه‌داری می‌شود. این نسخه که ظاهراً همان دیوان جعلی نظامی گنجه‌ای است، در کتاب ساختگی «ائل اوغلو»، تحت عنوان «نسخه خدیویه مصر» معرفی شده است.